# Lena Fridell
Lena Fridell, född 1938, är en svensk dramatiker, dramaturg, regissör och teaterchef på Backa teater och Folkteatern i Göteborg.
Hon var gift med arkitekten Hasse Fridell (1935–2019), tillsammans fick de barnen Tora född 1961, Erik född 1963 och Manne Fridell, född 1965.

## Priser och utmärkelser
- Gulliver-priset 1987
- Sveriges Dramatikerförbunds Augustpris 1990
- Svenska Teaterkritikers barnteaterpris 1991
- Göteborgs stads förtjänstmedalj 1996